# Carl Wallau

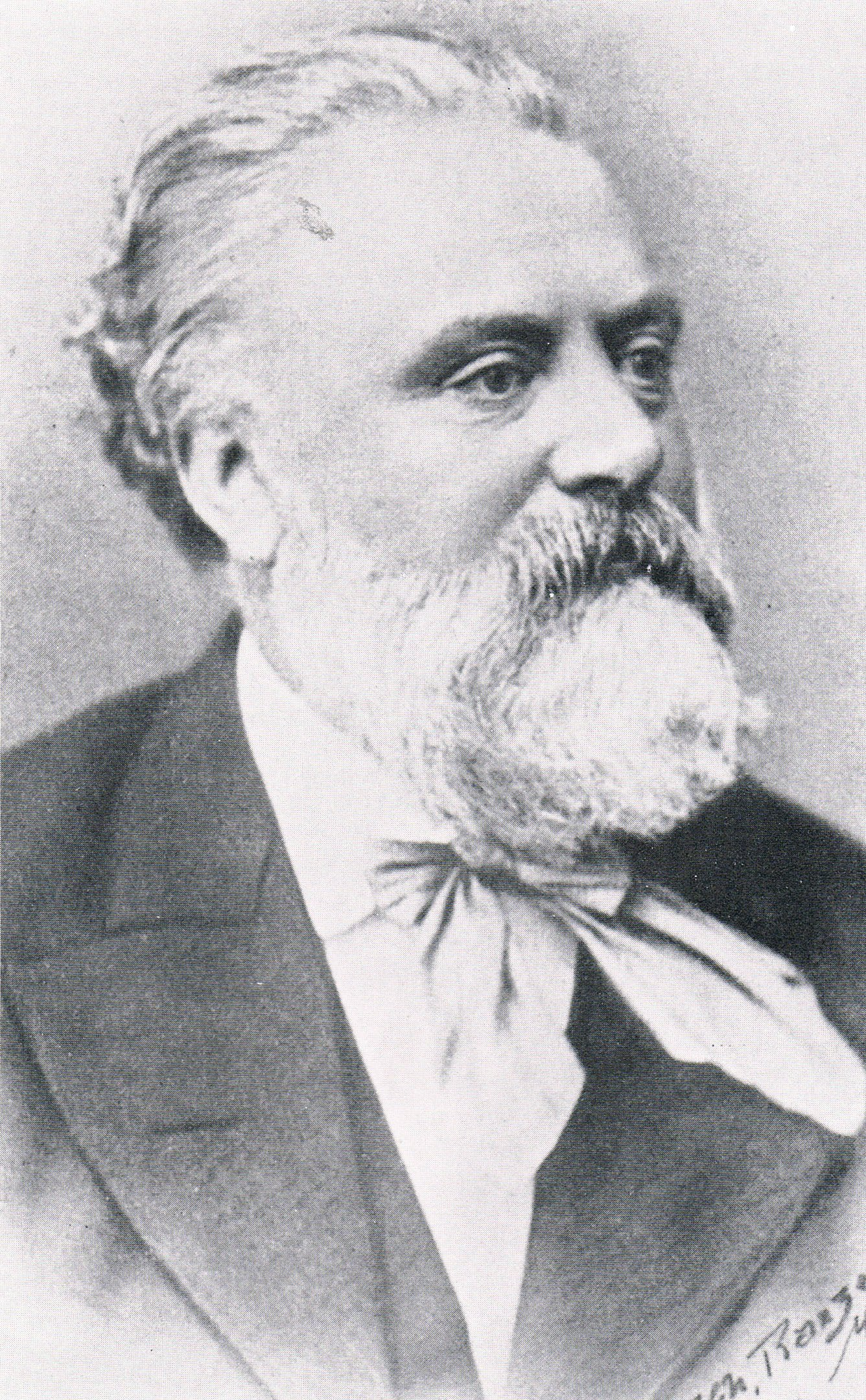
Carl Wallau, zeitgenössische Abbildung

 Friedrich Carl Wallau (* 8. August 1823 in Mainz; † 7. Juli 1877 ebenda) war ein Mainzer Oberbürgermeister.

## Leben
Von Hause aus Drucker, gründete Carl Wallau 1844 die „Graphische Kunstanstalt“ in Mainz. Ab dem 7. Juni 1872 bekleidete Wallau das Amt des Mainzer Bürgermeisters. Aufgrund seiner Verdienste um die Mainzer Stadterweiterung wurde er am 1. März 1877  zum Oberbürgermeister der Stadt ernannt.
Carl Wallau war aktiv in einer Reihe von Vereinen, u. a. im Mainzer Kommunistischen Arbeiterbildungsverein, den er 1848, zwei Tage nach den Predigten des Bischofs Wilhelm Emmanuel von Ketteler „zu den großen sozialen Fragen der Gegenwart“  mitbegründete und aus dessen Nachfolgeorganisationen später die Volkshochschule hervorgehen sollte. Vorher war er in Brüssel Mitglied des dortigen Deutschen Arbeitervereins gewesen. Er kehrte mit Karl Marx und Friedrich Engels nach der französischen Februarrevolution nach Mainz zurück, um hier eine Gemeinde des Bundes der Kommunisten aufzubauen. Er war auch aktiver Fassenachter und stand 1872 dem Mainzer Carneval-Verein als Präsident vor. 1874 wurde der Vertrag mit der Hessischen Ludwigsbahn Actiengesellschaft über einen neuen Centralbahnhof geschlossen und 1876 hiermit verknüpft der Baubeginn für den Mainzer Eisenbahntunnel.

## Familie
Carl Wallau war mit Anna Maria Wallau verheiratet. Aus der Ehe stammte Karl Eduard Wallau (1855–1941), Kreisrat und später Kreisdirektor im Großherzogtum und Volksstaat Hessen sowie Abgeordneter im Deutschen Reichstag.

## Erinnerung
Eine Straße in Mainz wurde 1895 nach Carl Wallau benannt, die Wallaustraße (ehem. „Zwetschenallee“). Sie liegt in der Mainzer Neustadt, im Bereich des ehemaligen Gartenfelds, das Teil der Stadterweiterung war.